# Мотор Січ

ПАТ «Мотор Січ» (ПФТС: MSICH) — одна з провідних у світі корпорацій з розробки, виробництва, ремонту та сервісного обслуговування авіаційних газотурбінних двигунів для літаків та вертольотів, а також промислових газотурбінних установок. Підприємство розташоване в Шевченківському районі міста Запоріжжя. Належить до Спілки виробників нафтогазового обладнання.
Станом на 2010 рік, ПАТ «Мотор Січ» виготовляє і супроводжує в експлуатації 55 типів і модифікацій двигунів для 61 видів літаків і вертольотів.
У 2011 році ПАТ «Мотор Січ» придбало в Білорусі Оршанський авіаремонтний завод та уклало угоду з холдингом «Вертолеты России», згідно з якою протягом п'яти років запорізька компанія має поставляти до Росії до 270 двигунів щорічно.
19 серпня 2017 року, вперше в Запоріжжі, на аеродромі «Мокра» стартував відкритий Чемпіонат України з вертолітного спорту. Чемпіонат було приурочено до 70-ї річниці від дня першого вильоту літака Ан-2 та 110-річчя підприємства ПАТ «Мотор Січ». В цей же день також було презентовано перший український гвинтокрил виробництва «Мотор Січ», якому дали символічну назву «Надія». Щоб створити перший український гвинтокрил, знадобилося 10 років.
У жовтні 2022 року Богуслаєва ув'язнили і звинуватили у державній зраді.
28 листопада 2022 року підприємство очолив Олексій Нікіфоров.

## Історія

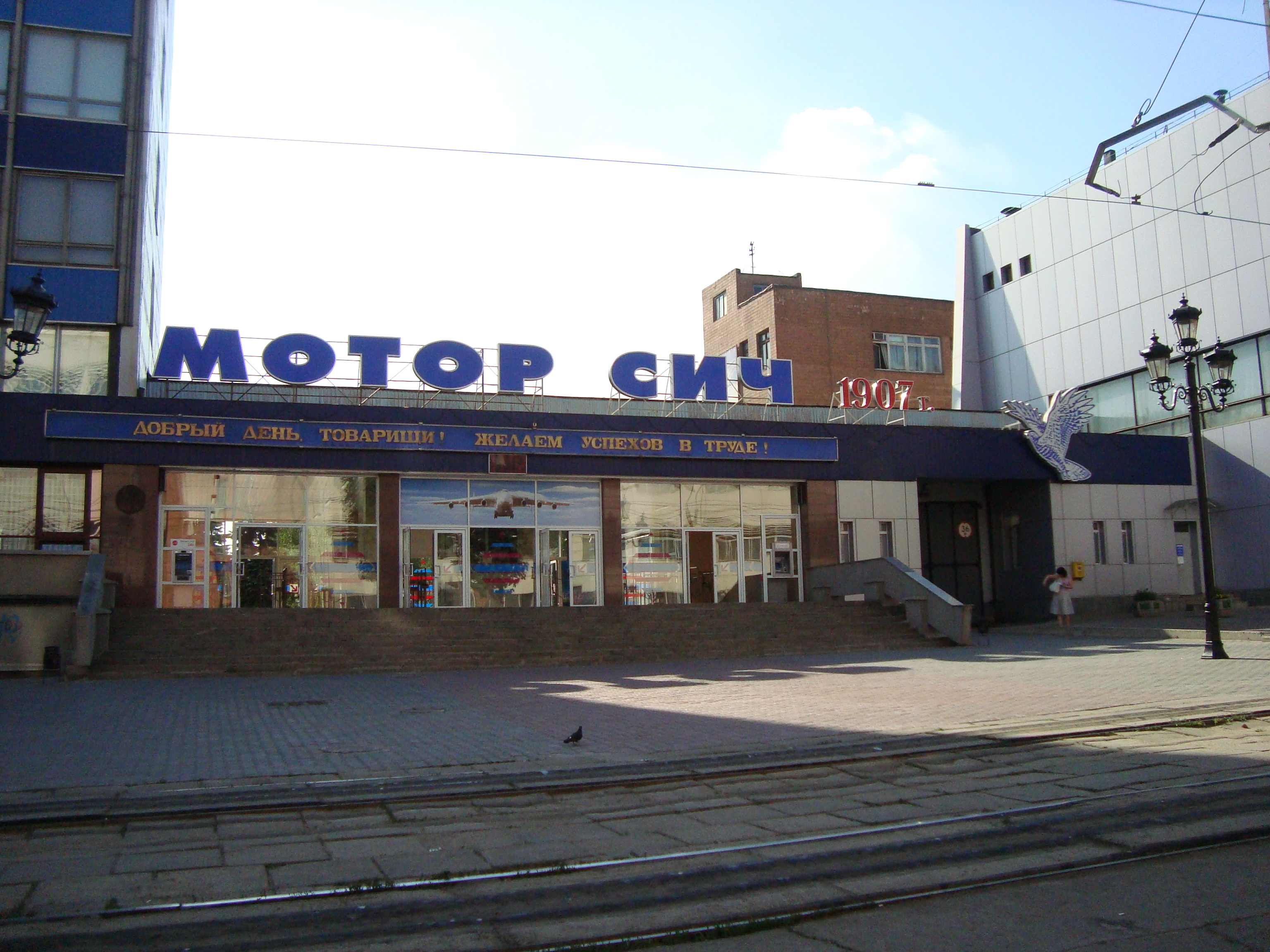
Центральна прохідна ПАТ «Мотор Січ»

Діяльність підприємства почалася у 1907 році.
(наприкінці XIX століття у німецькій менонітській колонії Шенвізе з'явилися заводи сільскогосподарчого машинобудування, які належали іноземцям Коопу, Леппу, Янцену, Рутбергу і випускали землеробські знаряддя та машини, нафтові двигуни).
До грудня 1915 року на ньому виробляли сільськогосподарські механізми та інструменти, виконували різні види механічної обробки, відливали чавун і мідь. У грудні 1915 року акціонерне товариство «Дюфлон, Костянтинович і К°» («Дека») викупило завод і змінило профіль його виробничої діяльності.
У листопаді 1916 року був зібраний перший шестициліндровий двигун рідинного охолодження «Дека» М-100. Відтоді на заводі освоєно виробництво і тривалий час випускалася широка гама поршневих двигунів: М-6, М-11, М-22, М-85, М-86, М-87, М-88, АШ-82ФН, АШ-62ІР, які не поступалися, а подеколи і перевершували найкращі світові аналоги тих часів.
У 1953 році на заводі розпочалося виготовлення реактивних двигунів РД-45, РД-500, що поклало початок ері газотурбінних двигунів. Представниками нового покоління стали турбогвинтові двигуни АІ-20 (1957) і АІ-24 (1962) конструкції О. Г. Івченка, різноманітні модифікації яких експлуатуються понині.

### Російсько-українська війна
У серпні 2014 року вантажівки російського «гумконвою» вивезли до Росії обладнання, викрадене з філіалу підприємства «Мотор Січ» у місті Сніжне Донецької області. Пресцентр АТО:
|  | В районі Тореза з 16 серпня 2014 року було виявлено вантажівки білого кольору, що підтверджено даними космічної розвідки. Дані транспортні засоби, під виглядом «гуманітарної місії» вивозять з одного з філіалів заводу «Мотор Січ», який виготовляє комплектуючі до двигунів гелікоптерів, обладнання, що виготовляється лише в Україні. Такі ж крадіжки відбувалися в інших містах, що нині підконтрольні «ДНР». |

Попри війну, українсько-російська співпраця в авіабудуванні продовжувалася. Так, підприємство у 2016 році відремонтувало авіадвигуни літаків Ан-124 «Руслан», якими потім транспортували російські гуманітарні та військові вантажі до Сирії.
20 березня 2021 року, за матеріалами СБУ Шевченківський районний суд міста Києва ухвалив рішення про накладання арешту на цілісний майновий комплекс та 100 % акцій АТ «Мотор Січ». За результатами судового розгляду майно було передано в управління Національному агентству України з питань виявлення, розшуку та управління активами, одержаними від корупційних та інших злочинів (АРМА) з обов'язковим визначенням управлінської компанії, що має державну форму власності. Як повідомлялося, Головне слідче управління СБУ здійснювало досудові розслідування щодо «Мотор Січі» за двома напрямками. Перший — за ознаками злочинів, передбачених статтями 14, 15, 111 та 113 Кримінального кодексу України (щодо диверсійної та підривної діяльності на користь РФ). Другий — за ознаками злочинів, передбачених статтями 209, 212, 233 та 364 Кримінального кодексу України. В ньому досліджуються можливі порушення законодавства під час первинної приватизації і подальшої незаконної концентрації акцій.
За даними Bihus.info підприємство «Мотор Січ», попри заборону на експорт військової техніки до РФ, продовжувало постачати деталі для двигунів російській армії після 2017 року, через спорідненого боснійського посередника. Почесний президент «Мотор Січ» В'ячеслав Богуслаєв активно виступав за вступ у «Митний союз» і продовжував виступати за зближення з РФ.
23 жовтня 2022 року, президента ПАТ «Мотор Січ» В'ячеслава Богуслаєва та начальника Департаменту зовнішньоекономічної діяльності цього товариства було затримано СБУ та оголошено підозру за двома статтями Кримінального кодексу України — ст. 111-1 (колабораційна діяльність) та ст. 111-2 (пособництво державі агресору).
За даними слідства зловмисники у змові з представниками російської корпорації «Ростех» налагодили транснаціональні канали незаконного постачання гуртових партій українських авіадвигунів до країни-агресора. Отриману продукцію окупанти використовували для виробництва та ремонту російських ударних гелікоптерів типів Мі-8АМТШ-ВН «Сапсан», КА-52 «Алігатор» та Мі-28Н «Нічний мисливець».
Встановлено, що відповідні зразки армійської авіації російські окупанти масово застосовували під час повномасштабного вторгнення в Україну. Це підтверджено численними фактами знищення цих ворожих бойових вертольотів українськими військовими.
24 жовтня 2022 року СБУ опублікувала аудіозаписи телефонних розмов президента ПАТ «Мотор Січ», які підтверджують його співробітництво з ворогом.
На сайті підприємства від імені колективу було розміщено заяву на захист затриманого Богуслаєва.
4 листопада 2022 року, Офіс Генерального прокурора повідомив про арешт майна керівників ПАТ «Мотор Січ» на майже 1 млрд гривень. Зокрема, накладено арешт на майно підозрюваного у державній зраді президента ПАТ «Мотор Січ» В'ячеслава Богуслаєва та начальника Департаменту зовнішньо-економічної діяльності цього підприємства. «Загальна сума арештованих корпоративних прав та активів — нерухомості, транспортних засобів та коштів підозрюваних становить майже 1 млрд грн. Серед арештованого — 100 % корпоративних прав фінустанови ПАТ „Мотор Банк“, яка належить керівнику „Мотор Січ“, а також пакети акцій декількох українських підприємств», — повідомив Офіс генпрокурора.
30 листопада 2022 року Міністерство оборони України призначило нове керівництво «Мотор Січі». Наказом Міністра оборони Генеральним директором підприємства призначений Олексій Нікіфоров. Обрано новий склад наглядової ради та її Голову — заступника Міністра економіки України Ігоря Фоменка. До новоствореної Наглядової ради підприємства також увійшли: Роман Коновалов, Сергій Корж, Юрій Пащенко та Юрій Шаповал. Відтепер стратегічне підприємство працюватиме у режимі 24/7 на задоволення оборонних потреб держави та випускатиме продукцію в інтересах України та ЗСУ.
1 серпня 2023 року Кабінет Міністрів України ухвалив рішення про передачу акцій Вінницького авіаційного заводу до управління ПАТ «Мотор Січ», який історично плідно співпрацює з «Мотор Січ», виконуючи капітальні ремонти та модернізацію двигунів для вертольотів. Визнано також за доцільне передати управління Вінницьким авіазаводом від АРМА до ПАТ «Мотор Січ», що передбачає забезпечення безперебійної роботи заводу, покращення управління та дозволить обом підприємствам ефективно працювати на оборону України.
У жовтні 2023 року ДБР передало до ЗСУ гелікоптер Мі-2, який колишнє керівництво намагалося приховати.
11 червня 2024 року СБУ затримала «крота» фсб та його брата, які готували ракетний удар по підприємству «Мотор Січ» та зірвала спробу отримати актуальні геолокації передислокованих заводів оборонно-промислового комплексу Запоріжжя. За даними контррозвідки СБУ, російських окупантів цікавили локації конструкторських бюро та виробничих потужностей, які були передислоковані після повномасштабного російського вторгнення в Україну і де виготовляють авіадвигуни для бойових гелікоптерів та БПЛА. Для того, щоб отримати розвідувальні дані, російські спецслужби залучили свого агента — одного з механіків верстатів з промислових об'єктів «Мотор Січ». За вказівкою окупантів їхній «кріт» обходив територію підприємства та фіксував місцерозташування виробничих цехів та складів з готовою продукцією, а потім зловмисник робив позначки «потрібних» локацій на Google-картах для їх подальшої передачі до фсб. У разі отримання розвідувальної інформації, російські окупанти планували здійснити прицільні ракетні удари по оборонних об'єктах Запоріжжя. Проте СБУ викрили зрадників та затримали їх на гарячому, коли фігуранти готували сеанс зв'язку для передання розвідданих до РФ. За даними слідства, обидва фігуранти потрапили в поле зору через їхнього батька — ідейного рашиста, який проживає на тимчасово захопленій частині регіону. Після дистанційного вербування агентів вивели на прямий контакт із представником фсб. Для комунікації використовували анонімні чати в популярному месенджері.
8 січня 2025 року, близько 15:40, під час повітряної тривоги, російські окупанти завдали комбінований ракетно-бомбовий удар по підприємству «Мотор Січ». Атаку коригувала пара розвідувальників «Суперкам» та «Орлан». Загинуло щонайменше 13 цивільних осіб. Станом на ранок 9 січня кількість потерпілих у Запоріжжі внаслідок удару зросла до 113 осіб. 9 січня було оголошено Днем жалоби за загиблими. Уламки також влучили в трамвай та маршрутне таксі з пасажирами, які в цей час перебували в епіцентрі обстрілу.
2 травня 2025 року стало відомо, що Служба безпеки України та Офіс Генерального прокурора спільно з правоохоронцями Франції та Монако затримали сина експрезидента «Мотор Січі» В'ячеслава Богуслаєва — Олександра, який разом з батьком є підозрюваним у розкраданні активів підприємства. За даними слідства, фігуранти незаконно заволоділи контрольним пакетом акцій підприємства, а згодом продали його за $650 млн. Олександр Богуслаєв допоміг батьку привласнити акції підприємства, а потім продати їх третім особам. Аби провернути цю схему, тодішній керівник «Мотор Січі» організував інвентаризацію майна підприємства та спеціально занизив реальну вартість її акцій. Спочатку він придбав 65 % цінних паперів за значно заниженою ціною, а більшу частину з них передав шістьом офшорним компаніям, власником яких був його син. Щоб «відбілити» ці активи, їх було продано іноземним компаніям, а на виручені гроші купували елітну нерухомість у країнах Європейського Союзу.

### Відчуження активів у власність держави
5 листопада 2022 року, за рішенням Ставки Верховного Головнокомандувача під головуванням президента України Володимира Зеленського, через військову необхідність, відповідно до закону України від 17 травня 2012 року № 4765 «Про передачу, примусове відчуження або вилучення майна в умовах правового режиму воєнного чи надзвичайного стану активи стратегічно важливих підприємств», з-поміж яких і АТ «Мотор Січ», були відчужені у власність держави. Про це під час брифінгу повідомив секретар Ради національної безпеки і оборони України Олексій Данілов.
|  | Вилучені активи набули статусу військового майна, їх управління передано Міністерству оборони України. По завершенні дії військового стану, відповідно до вимог закону, вказані активи можуть бути повернені власникам, або буде відшкодовано їхню вартість. Для забезпечення потреб країни в умовах воєнного стану ми маємо право приймати такі рішення, — Олексій Данілов. |

22 травня 2024 року Верховна Рада України схвалила закон про мораторій на банкрутство українських підприємств критичної інфраструктури, в тому числі і ПАТ «Мотор Січ».
Наприкінці липня 2024 року конфісковані активи колишнього президента заводу «Мотор Січ» В'ячеслава Богуслаєва та гендиректора російської компанії «Борисфен», ексдиректора московського представництва ПAT «Мотор Січ» Петра Кононенка, які перейшли в управління Фонду державного майна. Серед стягнутих в дохід держави В'ячеслава Богуслаєва частки або 100 % компаній: ТОВ «Золота айстра», ТДВ "Страхова компанія «Мотор-Гарант», ТОВ «Вінницький авіаційний завод», ОВ «Вертольоти МСБ», АТ «Мотор-Банк» та ПрАТ «Азов Трейд-XXI», а також вся нерухомість та земельні ділянки розташовані в місті Запоріжжя та Запорізькій області.

## Купівля китайськими компаніями

### Спроба вивезення потужностей за кордон (2015—2019)
У 2015 році між ПАТ «Мотор Січ» та китайською компанією «Beijing Skyrizon Aviation Industry Investment Co Ltd» було підписано меморандум про спільну роботу зі створення заводу з виробництва авіаційних двигунів у місті Чунцін (КНР) з участю в проєкті українських фахівців на роботах у Китаї та з переданням технологій виробництва.
З 2017 року СБУ здійснювала кримінальне провадження за ч. 1 ст. 14 та ст. 113 (диверсія) Кримінального кодексу України щодо підготування дій, спрямованих на ослаблення держави через руйнування стратегічного для України підприємства ПАТ «Мотор Січ». За інформацією СБУ, представники китайської компанії планували побудувати в Китаї сучасний завод із виробництва авіадвигунів, на який перенести українське виробництво з переданням технології. Для цього здійснювався продаж компаніям-нерезидентам та фізичним особам пакетів акцій в обсягах менші ніж по 10 % із приховуванням кінцевих бенефіціарних власників компаній-покупців. Того ж 2017 року було накладено арешт на 56 % акцій ПАТ «Мотор Січ». 23 квітня 2018 року СБУ також провела обшуки в адміністративних приміщеннях заводоуправління, відділу цінних паперів ПАТ «Мотор Січ» та за місцями проживання окремих фізичних осіб.

### Спроба купівлі (з 2019)
У 2019 році компанію намагалися купити ще раз, але Антимонопольний комітет України не затвердив цю угоду.
На початку серпня 2020 року одна з дочірніх компаній групи DCH — «МС-4» — досягла домовленості з китайською компанією Skyrizon Aircraft Holdings Limited (дочірня компанії Beijing Skyrizon) про спільний розвиток заводу «Мотор Січ» та подали заявку в Антимонопольний комітет України щодо затвердження угоди купівлі-продажу. Після цього прокуратура у серпні 2020 року повторно арештувала акції підприємства, а 31 серпня 2020 року Антимонопольний комітет України не прийняв до розгляду заявку групи DCH щодо покупку понад 25 % акцій ПАТ «Мотор Січ».
29 серпня 2020 року Державний секретар США Майк Помпео висловив занепокоєння намірами Китаю інвестувати в українську промисловість та купити великого виробника двигунів для авіатехніки завод «Мотор Січ», які названо згубними. Після цього нові власники у вересні 2020 року попередили уряд України щодо можливого подання позову проти України до міжнародного інвестиційного арбітражу щодо відшкодування збитків у 3,5 млрд доларів через незатвердження угоди про куплю акцій новими китайсько-українськими власниками. А на початку грудня повідомили про подання позову, напередодні не отримавши відповіді від АМКУ, залучивши на свій бік юридичні компанії «WilmerHale», «DLA Piper», «Bird&Bird», а також як юридичного радника з питань українського права компанію «Arzinger». Дозволу від Антимонопольного комітету України на ці угоди станом на середину січня 2021 року немає. Нові власники на 31 січня 2021 року запланували проведення позачергових загальних зборів акціонерів товариства «Мотор Січ», які генеральний конструктор «Мотор Січ» та один з акціонерів товариства В'ячеслав Богуслаєв називає спробою рейдерського захоплення підприємства, оскільки на ньому планується замінити менеджмент підприємства для отримання контролю над підприємством.
У січні 2021 року Міністерство фінансів США ввело санкції проти компанії Skyrizon, яка є партнером групи DCH з розвитку заводу «Мотор-Січ», через спроби придбати закордонні військові технології та роботу в інтересах китайської армії, що становить загрозу національній безпеці США. 18 січня стало відомо, що Служба безпеки України викликає власника групи DCH Олександра Ярославського для подання показів 19 січня як свідка у кримінальному провадженні щодо ПАТ «Мотор Січ» за ст. 14 («Готування до кримінального правопорушення»), ст. 111 («Державна зрада»), ст. 113 («Диверсія») Кримінального кодексу України. На думку Олександра Ярославського, цей виклик на допит є ознакою залякування бізнесу і тиску на інвесторів та схожий із подіями на Харківському тракторному заводі у 2016 році.

## Продукція підприємства

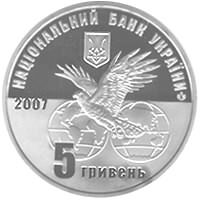
Ювілейна монета України — 100 років «Мотор Січ». Аверс

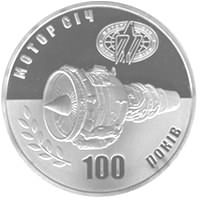
Ювілейна монета України — 100 років «Мотор Січ». Реверс

### Авіадвигуни для літаків
- Турбореактивні двоконтурні: АІ-25, АІ-25ТЛ/ТЛК/ТЛШ, МС-400, Д-36, Д-436T1/T2, Д-436-148, Д-18Т, Д-436ТП, АІ-22, АІ-222−25, АІ-222-25Ф
- Турбовентиляторні: Д-27
- Турбогвинтові: АІ-20, АІ-24, ТВ3-117ВМА-СБМ1

### Авіадвигуни для гелікоптерів
- Турбовальні: ТВ3-117ВМ, ТВ3-117ВМА, Д-136, ВК-1500ВМ, ВК-1500ВК, ВК-2500, ТВ3-117ВМА-СБМ1В, АІ-450

### Допоміжні силові установки
- Газотурбінні двигуни АІ-8, АІ-9, АІ-9В, АІ9-3Б, АІ-450-МС

### Наземні газотурбінні двигуни
- Д-336-1/2/2 потужністю 6,3 МВт
- АІ-336-1 / 2 потужністю 8 МВт
- АІ-336-1/-2-10

### Газотурбінні електростанції
- «Мотор Січ ЕГ-1000»
- ПАЕС-2500, ЕГ-2500Т
- «Мотор Січ ЕГ-6000»
- «Мотор Січ ЕГ-8000»

### Товари народного споживання
Підвісні мотори для човнів «Мотор Січ-40»

### Вертоліт МСБ-2 «Надія»
16 квітня 2018 року, в Запоріжжі вперше піднявся в небо новий український вертоліт виробництва «Мотор Січ» МСБ-2 «Надія» (модернізація Мі-2), який на 70 % складається з композиту, з салону прибраний витратний бак. Протягом року вертоліт проходитиме випробування, але вже до кінця 2018 року «Мотор Січ» планує провести сертифікацію нового цивільного вертольота.

### Літак УТЛ-450
Ремоторизована версія учбово-тренувального літака Як-52.

### Літак АН-2-100
Ремоторизована версія літака Ан-2.

## Структура ПАТ «Мотор Січ»

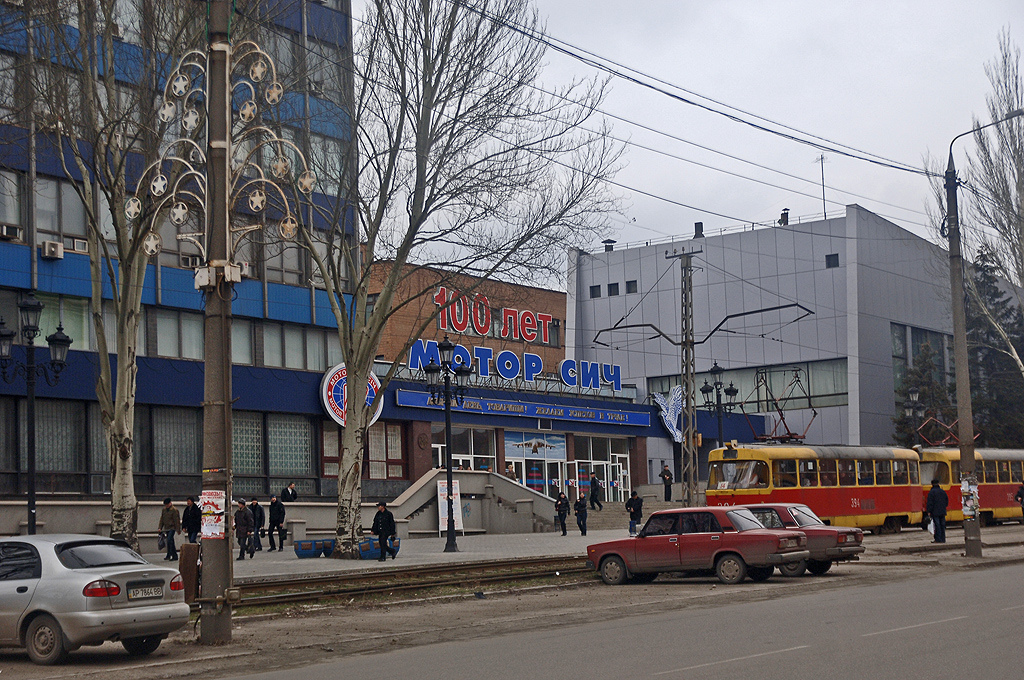
Зупинка трамвайних маршрутів № 10, 12, 14, 15 «Центральна прохідна»

До складу ПАТ «Мотор Січ» належать структурні одиниці, що розташовані на території України:
Запорізький моторобудівний завод
Історія головного заводу бере початок з моменту організації у 1907 році в Олександрівську (з 1921 — м. Запоріжжя) заводу «Дека». Головна структурна одиниця підприємства виробляє авіадвигуни, здійснює їхній ремонт та обслуговування, виготовляє приводи для газо- та нафтоперекачувальних агрегатів, пересувні автоматизовані електростанції, низку товарів народного споживання.
За радянських часів завод мав назву «Моторний завод № 29».
Запорізький машинобудівний завод ім. В. І. Омельченка
У зв'язку з освоєнням виробництва великогабаритних двигунів Д-18Т на правобережному майданчику (м. Запоріжжя) були побудовані нова випробувальна станція, сучасний ливарний цех точного лиття деталей з жаростійких сплавів і низка інших цехів, на базі яких у 1988 був створений Запорізький машинобудівний завод.
Основний напрямок діяльності заводу — ливарне виробництво, випробування двигунів Д-18Т. На заводі також виготовляються газотурбінні електростанції потужністю 1000, 6000 кВт.
Сніжнянський машинобудівний завод
У 1970 році в місті Сніжне Донецької області було створено першу філію заводу, який у 1974 році перетворено на Сніжнянський машинобудівний завод, що був першим у галузі спеціалізованим заводом з виробництва лопастей газотурбінних двигунів.
Завод до 2014 року випускав деталі для авіаційних двигунів (диски компресорів, лопасті компресорів і турбін), деталі і вузли для гірничо-шахтного обладнання, товари народного споживання.
Волочиський машинобудівний завод
У 1971 році в місті Волочиськ Хмельницької області було створено Волочиський машинобудівний завод (ВМЗ). Основне завдання створеного заводу — забезпечення збирання авіадвигунів багатотиражними деталями і метизами, виготовлення технологічного оснащення.
На підприємстві організований цех з виготовлення пересувних автоматизованих електростанцій ПАЕС-2500, ремонт двигунів АІ-20 і його модифікацій АІ-20ДКЕ, АІ-20ДКН, АІ-20ДМЕ, АІ-20ДМН. Крім цього, ВМЗ випускає автозапчастини, низку товарів сільськогосподарської групи.
Авіакомпанія «Мотор Січ»
Авіакомпанію створено у 1984 році і вона є одним з підрозділів у складі ПАТ «Мотор Січ». Авіакомпанію оснащено пасажирськими транспортними літаками й вертольотами.
Повітряний парк авіакомпанії складають: Як-40, Як-42, Ан-12, Ан-24, Ан-26, Ан-74ТК-200, Ан-140. З квітня по листопад 2009 року авіакомпанія «Мотор Січ» перебувала в «чорному списку» заборонених авіакомпаній в ЄС через порушення вимог безпеки польотів, які були зафіксовані у ході наземних перевірок в аеропортах Франції та Туреччини.
ТРК «Алекс»
Станом на березень 2014 року 100 % акцій з правом голосу Запорізької телерадіокомпанії «Алекс» належала ПАТ «Мотор Січ». 26 вересня 2024 року Національна рада України з питань телебачення і радіомовлення анулювала ліцензію на мовлення в MX-5 цифрової етерної мережі DVB-T2 та на частоті 105.1 МГц у Запоріжжі, з юридичною особою ТОВ ТРК «Алекс ТВ».

## Цікаві факти
Запорізьке авіапідприємство «Мотор Січ» побудувало VIP-літак на базі пасажирського Ан-74 для лівійського лідера Муаммара Каддафі. У 2013 році підприємство посіло 5 місце у рейтингу провідних підприємств високотехнологічного машинобудування України за рівнем управлінських інновацій.
Двигуни виробництва «Мотор Січ» замінять німецькі дизельні двигуни на австрійських літаках DA-50. З 2018 року передбачалося розпочати поставки в Австрію серійних авіаційних двигунів АІ-450С. Рамкову угоду з австрійською компанією «Diamond Aircraft Industries» на постачання у 2018—2023 роках 400 двигунів АІ-450С для європейського бізнес-джета DA-50 підписано сторонами у ході 52-го міжнародного авіакосмічного салону Le-Bourget-2017, що проходив 19-25 червня 2017 року в передмісті Парижа (Франція).
В парку імені Клімова неподалік від підприємства «Мотор Січ» розташований Музей техніки «Мотор Січ». Відкриття музею відбулося 20 жовтня 2012 року. Музейна експозиція представлена зразками авіаційних двигунів, колекцією мотоциклів, експозицією мисливської зброї, а також приватною колекцією самоварів.
Акціонерне товариство «Мотор Січ» виявилося одним з найбільших роботодавців в Україні, за даними «Опендатабот» з посиланням на власний рейтинг найбільших роботодавців 2024 року, базований на даних Державної служби статистики та фінансовій звітності підприємств. До переліку потрапили компанії, які мають найбільшу кількість співробітників за даними фінансової звітності Держстату. Підприємство «Мотор Січ» зайняло 9-те місце у цьому списку з кількістю працівників станом на 2023 рік — 14 525 осіб.